# Csontváry (film)
A Csontváry  1980-ban bemutatott színes magyar filmdráma, amit  Huszárik Zoltán rendezett Császár István és Dobai Péter forgatókönyve alapján. A történet a magyar festő Csontváry Kosztka Tivadar életébe enged betikéntést, amely szerepet Huszárik eredetileg Latinovits Zoltánnak szánt, ám a színész tragikus halála után a kevésbé ismert, bolgár Itzhak Fintzinek adta. A főbb szereplők közt megtalálható még Holl István, Drahota Andrea, Dajka Margit és Balázs Samu.
1980. október 2-án mutatták be a magyar mozikban.

## Cselekmény
A film Csontváry Kosztka Tivadar életét mutatja be, aki egy sugallat hatására otthagyja a patikusi hivatását és otthonát, hogy festő lehessen. Csontváry a Közel-Kelet felé indul, hogy meglelje és megfesse a nagy motívumát. Ezzel párhuzamosan láthatjuk Z, a nagy sikernek örvendő színész küzdelmét, hogy megértse Csontváryt, akit neki kell a színpadon eljátszania.

## Szereplők
- Csontváry Kosztka Tivadar/Z, a színész (Ichak Finci)
- Bolond (Holl István)
- Anna (Drahota Andrea)
- Anya (Dajka Margit)
- I. Ferenc József császár (Balázs Samu)
- Lilla (Bánfalvy Ágnes)
- Egy úr (Márkus László)
- Vendéghölgy (Lontay Margit)

## Díjak, elismerések
- 53 magyar film (2012)